# 레골리스

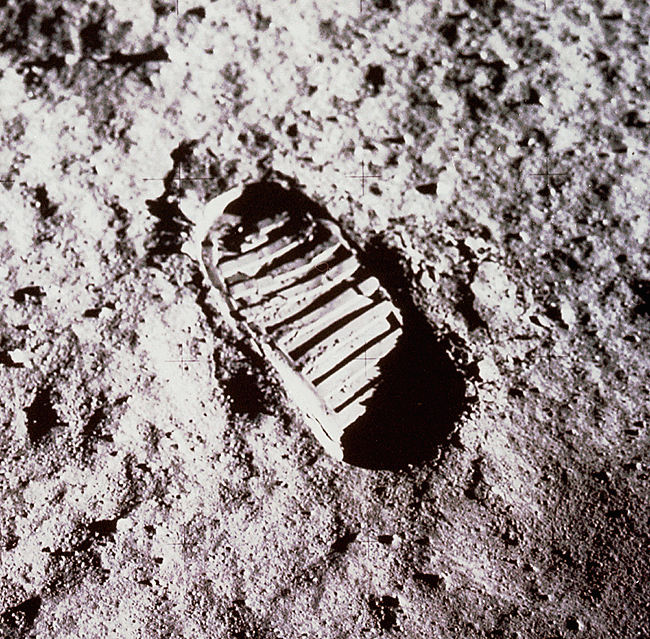
달 표면의 레골리스에 찍힌 유명한 발자국.

레골리스(영어: Regolith)는 암석을 덮고 있는 불균일하고 퍼석퍼석한 물질의 층이다. 레골리스에는 먼지, 흙, 부서진 돌조각 등이 있으며, 지구, 달, 소행성, 다른 행성들 등 곳곳에서 발견할 수 있다.

## 같이 보기
- 흙
- 모래
- 현지 자원 이용화
- 헬륨-3